# Kerstin Sedvallson
Kerstin Linnéa Sedvallson, född den 4 juli 1939 i Östersund, död den 11 september 2023 i Hägersten,  var en svensk journalist och redaktör. Hon var verksam på Dagens Nyheter från 1968 och fram till sin pensionering 2006.

## Biografi
Kerstin Sedvallson var dotter till Sven Sedvallson (född 1907) och dennes maka Wera, född Hasselgren. Fadern börjad 1928 på Östersunds-Posten och var dess notischef 1936–1946. Åren 1946–1967 var han chefredaktör och ansvarig utgivare på Oskarshamns-Tidningen.
Karin Sedvallson började själv sin journalistiska bana på Oskarshamns-Tidningen, där hon enligt egen uppgift lärde sig det mesta utom redigering. Redigering lärde hon sig av Thorleif Hellbom när hon 1968 började på Dagens Nyheter. Sedvallson var först kommunreporter på tidningen och kom därefter till teaterredaktionen. Från början skrev hon under signaturen "Linnea".
Åren 1976–84 var hon arbetsmarknadsreporter och därefter allmän- och nyhetsreporter. Hon tjänstgjorde också under lång tid som tidningens sommarkorrespondent i Tyskland.
Från hösten 1997 var Sedvallson redaktionssekreterare på DN Söndag och från 1999 på helgsatsningen Lördag Söndag. De sista åren skrev hon om inredning i tidningens bostadsbilaga. När hon 2006 gick i pension hade hon varit verksam i 38 år som journalist och redaktör på Dagens Nyheter.